# Stadshaven Brouwerij
De Stadshaven Brouwerij is een bierbrouwerij, gelegen in een voormalig fruitpakhuis van het Merwe-Vierhavensgebied (MH4) in Rotterdam-West. De brouwerij is anno 2022 een van de grootste onafhankelijke ambachtelijke brouwerijen van Nederland met een jaarlijks brouwcapaciteit van 20.000 hectoliter bier.

## Geschiedenis
De gemeente Rotterdam en het Havenbedrijf Rotterdam startten rond 2020 met de herontwikkeling van het havengebied in Rotterdam-West. Het was de bedoeling het leegstaande industrie- en haventerrein te transformeren in een gebied met woningen, bedrijven en horeca. Onderdeel van dit plan was de renovatie in 2020 van de twee fruitloodsen van honderd jaar oud in de Galileistraat. In één loods van 5000 m² kwam een grote bierbrouwerij met horecagelegenheid in samenwerking met de Bierfabriek uit Amsterdam, die zeven miljoen euro investeerde in het project.
De Stadshaven Brouwerij is de vierde en grootste vestiging van de Bierfabriek na Amsterdam, Delft en Almere waar ze enkel voor de eigen locaties brouwen. In Rotterdam installeerden ze naast een brouwerij voor de eerste keer ook een bottelarij voor flessen, blikken en fusten om meer dan enkel regionaal hun bieren te kunnen verkopen.

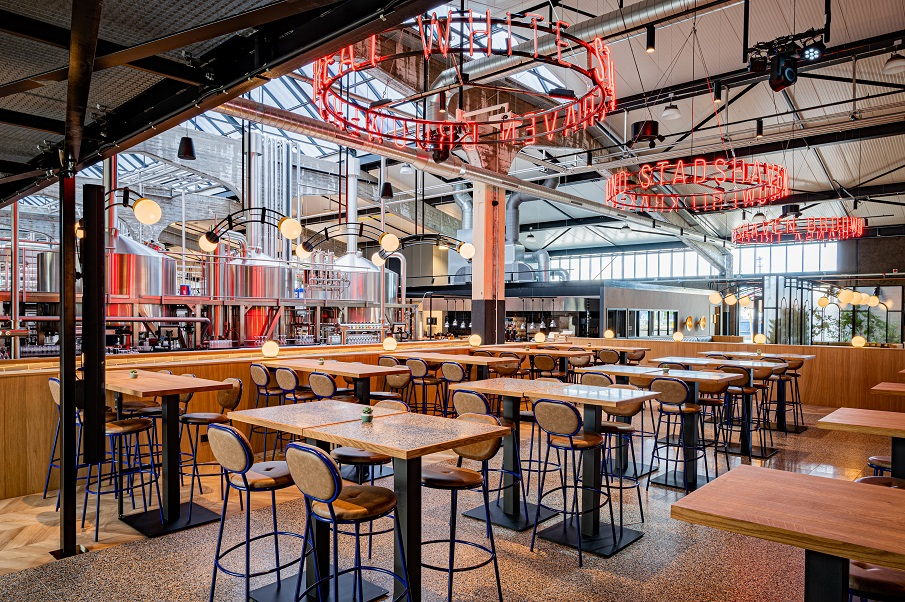
Stadshaven Brouwerij horecazaak

De brouwerij-installatie bestaat uit vier brouwketels van vierduizend liter en negentien lagertanks van twaalfduizend liter. Beoogde doel was een jaarlijkse productie van 20.000 hectoliter bier. Na enkele maanden proefdraaien begonnen ze vanaf februari 2021 officieel met het brouwen van ambachtelijke bovengistende bieren (craftbieren). Op 1 juli 2021 lanceerden ze zes bieren bij de opening van hun horecazaak aan de brouwerij met ruim 350 zitplaatsen en een terras van 750 m².
Op 15 oktober 2022 organiseerde de brouwerij samen met de Rotterdamse brouwerij Kaapse Brouwers het "SHIPPED Beer Festival" met bieren uit onder meer Nederland, Duitsland, Zweden, Estland, Engeland en België.

## Biersoorten
- Octopus Blond, blond bier met kiwibessen en bloedsinaasappel, 6%
- Great White, witbier met grapefruit en sinaasappel, 5,3%
- Piranha Tripel, tripel met kumquats en mango, 8,5%
- Moray IPA, IPA met tangerine en carambola 5,5%
- Sailor's Lager,  Italiaanse Pils met citrus jambhiri 5%
- Devil's Fruit, fruitbier met kers, framboos & zwarte bes 3,8%
- Bock Rammer, donker dubbelbock met tonen van caramel 7,8% (limited edition)
- Ice Breaker, winter ale met tonen van kaneel en steranijs 8,5% (limited edition)
- Octopus Blond, 0,4% (alcoholarme blondbier)
- Moray IPA, 0,4% (alcoholarme IPA)